# سيل كلنغ (قيلاب)
سیل کلنغ (بالفارسية: سیل‌کلنگ) هي قرية تقع في قسم قيلاب الريفي، بمقاطعة أنديمشك التابعة لمحافظة خوزستان، إيران. يقدر عدد سكانها بـ 28 نسمة حسب الإحصاء السكاني الذي تمّ في عام 2006.